# Pauline Réage
Pauline Réage, conosciuta anche come Dominique Aury, pseudonimo di Anne Cécile Desclos (Rochefort-sur-Mer, 23 settembre 1907 – Corbeil-Essonnes, 26 aprile 1998), è stata una scrittrice francese.
Come Pauline Réage, pseudonimo adottato per non mettere in imbarazzo parenti e amici, è nota come autrice dei romanzi erotici a tema sadomasochista Histoire d'O, pubblicato nel 1954, e Ritorno a Roissy (Retour à Roissy), suo seguito pubblicato nel 1969. Come Dominique Aury, pseudonimo adottato negli anni quaranta probabilmente a causa del suo coinvolgimento nella resistenza francese, è nota come autrice di saggi su poesia e letteratura francese oltre che come curatrice di raccolte, talvolta unitamente al mentore e amante Jean Paulhan.

## Biografia
Abbandonata dalla madre alle cure della nonna, in Bretagna, Anne Desclos vive un'infanzia solitaria, rifugiandosi nei libri. Studia al Lycée Fénelon a Parigi. È poi la prima donna ammessa in khâgne al Liceo Condorcet. Conduce studi di inglese alla Sorbona e frequenta inoltre L'École du Louvre. Diplomatasi col titolo di insegnante, all'insegnamento preferisce l'attività letteraria, lavorando negli anni trenta come traduttrice e giornalista. Nei tardi anni quaranta lavora per la rivista L'Arche. Dal 1941 lavora come curatrice per la rivista Lettres Française.
Adottato il nom de plume di Dominique Aury attorno al 1940, probabilmente a causa del suo coinvolgimento nella resistenza francese durante la guerra, presenta una Anthologie de la poésie religieuse française (lett. "Antologia della poesia religiosa francese"), pubblicata nel 1943 dalla prestigiosa casa editrice Galimard, per cui lavorerà come lettrice e curatrice dal 1950, fino alla morte.
Il padre, egli stesso agrégé d'inglese, le presenta Jean Paulhan, direttore della prestigiosa La Nouvelle Revue Française (NRF), per la quale lavorerà scrivendo e, dal 1950, divenendone segretaria generale. Lavorando con Paulhan, più anziano di lei di vent'anni, Dominique Aury s'innamora di lui e tra i due nasce una relazione destinata a durare per molti anni. Dopo la guerra, Aury traduce diversi autori anglosassoni come Evelyn Waugh o Francis Scott Fitzgerald. Verso l'età di quarant'anni, sentendo che il suo amante si stava allontanando da lei, e in reazione a un'osservazione da lui fatta, «le donne non possono scrivere romanzi erotici», Dominique Aury scrive il romanzo Histoire d'O, originalmente pensato per non essere pubblicato, ma inteso solamente a ravvivare la loro relazione, sapendo essere Paulhan un ammiratore del Marchese de Sade e che una fantasia erotica sadomasochista lo avrebbe potuto stuzzicare. Letto il libro, è Paulhan stesso che la incoraggia a pubblicarlo, ma il romanzo viene però rifiutato dal suo editore abituale Gallimard, permettendo così al giovane editore Jean-Jacques Pauvert di pubblicare uno dei suoi primi best seller. Il libro suscita infatti scandalo e diviene successo, anche una volta tradotto, in particolare negli Stati Uniti d'America durante la Rivoluzione Sessuale degli anni sessanta e settanta.
Dominique Aury continuerà la sua carriera come segretaria generale della NRF a fianco di Paulhan, poi di Marcel Arland e di Georges Lambrichs, e lavorerà anche con André Gide alla rivista L'Arche. Il suo libro Lecture pour tous vincerà il Prix des Critiques nel 1956. Dominique Aury parteciperà a numerose giurie letterarie e riceverà la Legion d'Onore.
La vera identità dell'autrice/autore di Histoire d'O, a lungo rimasta un mistero, tanto che si era inizialmente cercato di attribuire il romanzo a Jean Paulhan, ad André Malraux e a Henry de Montherlant, viene svelata solamente nel 1994, quando, in un'intervista a The New Yorker, Dominique Aury ammette infine ufficialmente di esserne stata l'autrice misteriosa e di aver scelto l'anonimato per non mettere in imbarazzo famigliari e amici.  Spiega inoltre di aver scelto il suo pseudonimo in omaggio a Paolina Borghese e a Pauline Roland. È stato fatto che Pauline Réage potrebbe essere anche l'anagramma, sottraendo una "H", di Égérie (lett. "Egeria") Paulhan.

## Vita privata
Nel 1929 sposa l'aristocratico catalano Raymond d'Argila, giornalista, con cui ha il figlio Philippe, nato il 26 gennaio 1930. La Desclos ha avuto una lunga relazione con Jean Paulhan, direttore della prestigiosa pubblicazione La Nouvelle Revue Française, che aveva 23 anni più di lei. Dominique Aury era bisessuale e ha avuto una storia con la storica Édith Thomas, che sembra essere stata l'ispirazione per il personaggio Anne-Marie in Histoire d'O.

## Opere parziale

### Come Pauline Réage

#### Romanzi
- Histoire d'O, 1954.
- Ritorno a Roissy [Retour à Roissy], 1969.

### Come Dominique Aury

#### Poesie
- (FR) Songes, 1991.
- (FR) Songes, 1996.

#### Saggistica
- (FR) Anthologie de la poésie religieuse française, Parigi, Galimard, 1943, ISBN non esistente.
  - (FR) Anthologie de la poésie religieuse française, Parigi, Galimard, 1997, ISBN 2-07-032983-6.
- (FR) Lusanne, Parigi, Galimard, 1952, ISBN non esistente.
- (FR) Lecture pour tous, Parigi, Galimard, 1958, ISBN non esistente.
  - (EN) Literary Landfalls, traduzione di Denise Folliot, Londra, Chatto & Windus, 1960, ISBN non esistente.
- (FR) Lecture pour tous II, Parigi, Gallimard, 1997, ISBN 2-07-075581-9.
- (FR) Vocations: Clandestine, con Nicole Grenier, Parigi, Galimard, 1999.

#### Curatele
- (FR) Dominique Aury e Jean Paulhan (a cura di), La patrie se fait tous les jours. Textes français, 1939-1945, Parigi, Éditions des Minuit, 1947, ISBN non esistente.
- (FR) Dominique Aury (a cura di), Poètes d'aujourd'hui, introduzione di Jean Paulhan, Parigi, Éditions de Clairefontaine, 1947, ISBN non esistente.

## Filmografia

### Sceneggiatrice
- Il sole sulla pelle (Le soleil dans l'oeil), regia di Jacques Bourdon (1962)

### Soggetto

#### Cinema
- Story of O, regia di Kenneth Anger (1960) - tratto da Histoire d'O
- Maliziosamente (L'etreinte), regia di Paul Collet e Pierre Drouot (1969) - tratto da Histoire d'O
- Histoire d'O, regia di Just Jaeckin (1975) - tratto da Histoire d'O
- The Story of Joanna (The Story of Joanna), regia di Gerard Damiano (1975) - tratto da Histoire d'O
- Menthe - la bienheureuse, regia di Lars von Trier - cortometraggio (1979) - tratto da Histoire d'O
- Les fruits de la passion, regia di Shūji Terayama (1981) - tratto da Ritorno a Roissy
- Histoire d'O, ritorno a Roissy (Histoire d'O: Chapitre 2), regia di Éric Rochat (1984) - tratto da Ritorno a Roissy
- Histoire d'O 3 (The Story of O: Untold Pleasures), regia di Phil Leirness (2002) - tratto da Histoire d'O
- The Story of J, regia di Bunny Luv - direct-to-video (2004) - tratto da Histoire d'O
- O - The Power of Submission, regia di Ernest Greene - direct-to-video (2006) - tratto da Histoire d'O
- The Surrender of O, regia di Ernest Greene - direct-to-video (2008) - tratto da Histoire d'O
- The Truth About O, regia di Ernest Greene - direct-to-video (2012) - tratto da Histoire d'O

#### Televisione
- Histoire d'O (A História de O), regia di Éric Rochat - serie televisiva (1984)

## Riconoscimenti
- Prix des Critiques
  - 1956 - Prix des Critiques per Lecture pour tous
- Prix des Deux Magots
  - 1955 - Prix des Deux Magots per Histoire d'O[2]

## Influenze nella cultura di massa
- Dal celebre romanzo di Pauline Réeage è stato tratto un fumetto di Guido Crepax: Histoire d'O, pubblicato a Milano da F.M. Ricci nel 1975.
- La scrittrice francese Vanessa Duriès, autrice a sua volta di un celebre romanzo erotico a tema sadomasochista, parzialmente autobiografico, che racconta un'altra sottomissione volontaria da parte di una donna a un uomo, ovvero Il legame, è stata spesso paragonata a Pauline Réage e al suo Histoire d'O.[5][6][7]